# アマウリ・リーバス
アマウリー・キース・リーバス・アブレイユ（Amaury Keith Rivas Abreu、1985年12月20日 - ）は、 ドミニカ共和国・モンテ・クリスティ州ラス・マタス・デ・サンタ・クルス出身の元プロ野球選手（投手）。右投右打。
台湾球界での登録名は、李韋斯（リーウェイスー）。
メジャーリーガーのネルソン・クルーズは従兄に当たる。

## 経歴

### プロ入りとブルワーズ傘下時代
2005年2月にミルウォーキー・ブルワーズとマイナー契約を結びプロ入り。この年は傘下ルーキー級アリゾナリーグのアリゾナリーグ・ブルワーズ（AZLブルワーズ）で14試合に登板して、2勝1敗、防御率6.91の成績を挙げた。。
2006年は、傘下ルーキー級AZLブルワーズで4試合に登板して1勝を挙げた後、傘下ルーキー+級ヘレナ・ブルワーズに昇格し、ここでは10試合（全て先発）に登板して5勝4敗、防御率3.02という成績を挙げた。
2007年は、傘下ルーキー級AZLブルワーズで6試合の登板にとどまった。
2008年は、傘下A級ウェストバージニア・パワーで開幕を迎え、19試合（うち先発15試合）に登板し、8勝3敗、防御率3.50という成績を残した。7月に傘下A+級ブレバード・カウンティ・マナティーズに昇格し、ここでは7試合（うち先発6試合）に登板して1勝2敗、防御率4.20の成績を残した。
2009年は、傘下A+級ブレバードで26試合（うち先発23試合）に登板し、13勝7敗、防御率2.98という好成績を挙げた。オフの11月18日にメジャー契約を結んで40人枠入りした。
2010年は、傘下AA級ハンツビル・スターズで25試合（全て先発）に登板し、11勝6敗、防御率3.37の成績を残した。
2011年は、傘下AAA級ナッシュビル・サウンズで28試合（全て先発）に登板し、7勝12敗、防御率4.72という成績だった。
2012年は、傘下AAA級ナッシュビルでリリーフに転向。自己最多の50試合に登板して5勝8敗1セーブ8ホールド、防御率5.24という成績を残したが、オフの11月2日にFAとなった。

### マーリンズ傘下時代
2012年12月10日にフロリダ・マーリンズとマイナー契約を結んだが、開幕前の2013年3月29日にFAとなった。

### 台湾球界時代
2014年5月24日、台湾の社会人チームである崇越ファルコンズに入団。この年に始まった社会人リーグのポップコーンリーグにおいて、9試合に登板して5勝1敗、防御率1.93の好成績を挙げ、年間MVPを獲得した。
8月31日に中華職業棒球大聯盟CPBL（CPBL）の統一セブンイレブン・ライオンズと契約した。5試合に先発し、1勝0敗、防御率2.07を記録したが、シーズン終了後に退団した。オフは母国ドミニカのウィンターリーグである「リーガ・デ・ベイスボル・プロフェシオナル・デ・ラ・レプブリカ・ドミニカーナ」のアギラス・シバエーニャスに参加した。

### 中日時代
2014年12月15日、中日ドラゴンズと契約を結んだことを発表した。先発ローテーション枠を担う投手として期待されたが、ナゴヤドームでのオープン戦初戦となった2015年2月28日の対ロッテ戦に先発するも2回途中9失点と大炎上し降板。さらにその後右肩痛を訴えドミニカに一時帰国し、シーズン中に一度は再来日するも程なく治療のため再帰国するなど、一軍はおろか二軍でもほとんど登板がなかった。シーズン終了後に解雇された。

## 詳細情報

### 年度別投手成績
| 年 度     | 球 団     | 登 板 | 先 発 | 完 投 | 完 封 | 無 四 球 | 勝 利 | 敗 戦 | セ 丨 ブ | ホ 丨 ル ド | 勝 率 | 打 者 | 投 球 回 | 被 安 打 | 被 本 塁 打 | 与 四 球 | 敬 遠 | 与 死 球 | 奪 三 振 | 暴 投 | ボ 丨 ク | 失 点 | 自 責 点 | 防 御 率 | W H I P |
| --------- | --------- | ----- | ----- | ----- | ----- | -------- | ----- | ----- | -------- | ----------- | ----- | ----- | -------- | -------- | ----------- | -------- | ----- | -------- | -------- | ----- | -------- | ----- | -------- | -------- | ------- |
| 2014      | 統一      | 5     | 5     | 0     | 0     | 0        | 1     | 0     | 0        | 0           | 1.000 | 120   | 30.1     | 19       | 0           | 6        | 0     | 6        | 26       | 0     | 0        | 8     | 7        | 2.08     | 0.82    |
| CPBL：1年 | CPBL：1年 | 5     | 5     | 0     | 0     | 0        | 1     | 0     | 0        | 0           | 1.000 | 120   | 30.1     | 19       | 0           | 6        | 0     | 6        | 26       | 0     | 0        | 8     | 7        | 2.08     | 0.82    |

### NPB記録
- 一軍公式戦出場なし

### 背番号
- 50 （2014年）
- 42 （2015年）